# Харри, Микаэль
Микаэ́ль Ха́рри (дат. Michael Harry; род. 23 мая 1961, Видовре) — датский кёрлингист и тренер по кёрлингу.
В составе мужской сборной Дании участник шести чемпионатов мира и шести чемпионатов Европы; также участвовал в демонстрационном турнире по кёрлингу на зимних Олимпийских играх 1988, где датчане заняли шестое место. Семимикратный чемпион Дании среди мужчин.
Играл на позициях первого и второго.

## Достижения
- Чемпионат Европы по кёрлингу: бронза (1981).
- Чемпионат Дании по кёрлингу среди мужчин: золото (1979, 1982, 1987, 1988, 1993, 1994, 1995).

## Команды
| Сезон   | Четвёртый     | Третий         | Второй         | Первый           | Запасной                             | Турниры                                                  |
| ------- | ------------- | -------------- | -------------- | ---------------- | ------------------------------------ | -------------------------------------------------------- |
| 1978—79 | Пер Берг      | Герт Ларсен    | Ян Хансен      | Микаэль Харри    |                                      | ЧДМ 1979                                                 |
| 1979—80 | Пер Берг      | Герт Ларсен    | Ян Хансен      | Микаэль Харри    |                                      | ЧЕ 1979 (6 место)                                        |
| 1980—81 | Пер Берг      | Герт Ларсен    | Ян Хансен      | Микаэль Харри    |                                      | ЧЕ 1980 (6 место)                                        |
| 1981—82 | Пер Берг      | Герт Ларсен    | Ян Хансен      | Микаэль Харри    | тренер: Антонни Хинге (ЧМ)           | ЧЕ 1981 · ЧДМ 1982 · ЧМ 1982 (8 место)                   |
| 1985—86 | Томми Стьерне | Пер Берг       | Петер Андерсен | Иван Фредериксен | Микаэль Харри (ЧМ)                   | ЧМ 1986 (8 место)                                        |
| 1986—87 | Герт Ларсен   | Олуф Ольсен    | Ян Хансен      | Микаэль Харри    |                                      | ЧДМ 1987 · ЧМ 1987 (4 место)                             |
| 1987—88 | Sören Bang    | Хенрик Якобсен | Лассе Лаурсен  | Ульрик Шмидт     | Микаэль Харри                        | ЧЕ 1987 (5 место)                                        |
| 1987—88 | Герт Ларсен   | Олуф Ольсен    | Ян Хансен      | Микаэль Харри    |                                      | ЧДМ 1988 · ЗОИ 1988 (демо) (6 место) · ЧМ 1988 (8 место) |
| 1991—92 | Герт Ларсен   | Олуф Ольсен    | Микаэль Харри  | Хенрик Якобсен   | Ульрик Шмидт                         | ЧЕ 1991 (6 место)                                        |
| 1992—93 | Герт Ларсен   | Олуф Ольсен    | Микаэль Харри  | Хенрик Якобсен   | Том Нильсен                          | ЧДМ 1993 · ЧМ 1993 (5 место)                             |
| 1993—94 | Герт Ларсен   | Олуф Ольсен    | Микаэль Харри  | Хенрик Якобсен   | Том Нильсен (ЧДМ) Томми Стьерне (ЧМ) | ЧДМ 1994 · ЧМ 1994 (7 место)                             |
| 1994—95 | Герт Ларсен   | Олуф Ольсен    | Микаэль Харри  | Хенрик Якобсен   | Том Нильсен                          | ЧЕ 1994 (10 место) · ЧДМ 1995                            |

(скипы выделены полужирным шрифтом)

## Результаты как тренера национальных сборных
| Год  | Турнир                                           | Сборная             | Место |
| ---- | ------------------------------------------------ | ------------------- | ----- |
| 2012 | Первенство Европы по кёрлингу среди юниоров 2012 | Дания (юниоры жен.) | 2     |